# Galatella amani
Galatella amani là một loài thực vật có hoa trong họ Cúc. Loài này được (Post) Grierson mô tả khoa học đầu tiên năm 1975.